# Terry Eagleton
Terry Eagleton (Salford, Inglaterra, 22 de fevereiro de 1943) é um filósofo e crítico literário britânico identificado com o marxismo.

## Carreira
Doutorado com apenas 24 anos de idade, começou sua carreira estudando a literatura do século XIX e do século XX, até chegar à teoria literária marxista pelas mãos de Raymond Williams. Atualmente Eagleton tem integrado os estudos culturais com a teoria literária mais tradicional. 
Seu livro mais conhecido é Teoria da literatura: uma introdução (1983, rev. 1996), em que traça a história do estudo de texto contemporâneo desde os românticos do século XIX até os pós-modernos das últimas décadas. Apesar de permanecer identificado com o marxismo, o autor se mostra simpático à desconstrução e outras teorias contemporâneas. 
Já em Depois da teoria (2003), também lançado em português, Eagleton afirma que hoje em dia tanto a teoria cultural quanto a literária são "bastardas", mas não conclui que o estudo interdisciplinar de ambas não tem algum mérito. O que ele conclui, na verdade, é que o absoluto não existe, fazendo coro à própria desconstrução.

### Teoria da literatura
"Literatura não é distinção entre realidade e ficção, não existe como os insetos, não se pode definir exatos juízos de valor"
- "A Teoria literária não tem método característico, é uma não-disciplina. Ela é qualquer manifestação sobre um objeto chamado literatura. Mas o que é literatura?"
- "A história da moderna teoria literária é parte da história política e ideológica da nossa época. Assim toda teoria literária é política (ainda que algumas não pretendam sê-lo)".
- Muitas têm sido as tentativas de se definir a literatura, é possível defini-la como escrita imaginária…

## Obras
- Marxismo e crítica literária (1978)
- A ideologia da estética (1990) Editora Zahar
- Ideologia (1997) Boitempo
- As ilusões do pós-modernismo (1998) Editora Zahar
- A ideia de cultura (2011) Editora UNESP
- Marx estava certo (2012): Editora Nova Fronteira
- Humor: O papel fundamental do riso na cultura. Rio de janeiro: Editora Record (2020).
- O sentido da vida: uma brevíssima introdução (2021) Editora UNESP